# Liesse-Notre-Dame
 Liesse-Notre-Dame  là một xã ở tỉnh Aisne, vùng Hauts-de-France thuộc miền bắc nước Pháp.